# 宝巩局
宝巩局，始称巩昌局，清政府在甘肃省巩昌府（陕甘分省前属陕西省，今甘肃省陇西县）设立的一个铸钱局，初设于康熙六年（1667年），后迁址到兰州普照寺东侧，经多次停铸和复铸，于同治三年（1864年）最终废止，曾铸有康熙、雍正、咸丰、同治四种年号的铜钱。宝巩局钱币的主要出土发现地为甘肃、宁夏、青海和新疆四省区。

## 历史
清朝入主中原之后，甘肃地区仍沿袭明代制度，归陕西省管辖。康熙三年（1664年），清政府在甘肃设立陕西右布政使司，司驻巩昌府，甘肃地区自此拥有了独立的经济管辖权。康熙六年（1667年），陕西右布政使司改称巩昌布政使司，同年经户部提准，在巩昌府设立铸钱局，即巩昌局。康熙七年（1668年）十二月，巩昌布政使司改称甘肃布政使司，并将治所迁徙到临洮府兰州，巩昌局暂停铸钱并逐步迁往兰州。康熙九年（1670年），钱局虽已经大部迁至兰州，但包括甘肃在内的15个省镇的钱局均被清政府要求停铸钱币，巩昌局未重开钱炉鼓铸钱币。
雍正四年（1726年），甘肃巡抚石文焯奏请重开铸钱局，以收兑小钱，规范货币制度。当时由于官铸制钱不足，私铸钱泛滥，且顺治、康熙朝所铸钱币轻重不一，康熙通宝每枚重1分4钱，而顺治五式钱仅有8－9钱重，兑换银两时出现了不同铜钱使用不同比率的现象。雍正五年（1727年）4月20日，甘肃省获准以“宝巩局”为名在兰州省城重开铸钱局，局址位于兰州普照寺东侧。石文焯收兑小钱改铸大钱的计划进行的并不顺畅，出现了很多“殆累官民”的现象。雍正六年（1728年），代理甘肃巡抚张廷栋因“甘肃收铸事宜，经理不善，弊多利少”，奏请暂停鼓铸钱币。次年（1729年）三月，宝巩局奉命撤局罢铸。
其后，甘肃地区所用铜钱在乾隆、嘉庆、道光年间，多由四川、湖广等地提供。咸丰年间，为了应对太平天国叛乱，清政府军费激增；而政府以往倚重的滇铜（云南铜料）因道路阻隔而中断，造成铸钱原料不足，为了解决货币不足的问题，清政府决定发行虚值大钱:前言:X3。咸丰四年（1854年）四月，经陕甘总督易棠请奏，宝巩局被批准重新开炉鼓铸钱币。咸丰四年六月十六日，易棠在奏折中提到：“现已铸就各种大钱，计抵制钱四千余串，内当十、当五十、当百黄铜大钱，市肆已通行无阻，惟当五百，当千紫铜大钱，行用尚多窒碍。”据上述史料可以推断，宝巩局咸丰当五百和当千的紫铜大钱一开始就受到抵制并未广泛流通，因此铸量较少。后因当五十和当百大钱盗铸严重，且不断贬值，被民间拒绝使用，于咸丰七年（1857年）由陕甘总督乐斌上奏废止。咸丰七年（1857年），甘肃布政使张集馨因市面制钱奇缺，增铸小平钱，每枚重8分，仅限城镇行用。据《咸丰钱的版式系列》一书记载，宝巩局咸丰朝铸有小平、当五、当十、当五十、当百、当五百和当千共计七种币值的铜钱，另有钱谱上录有当二钱，但未有发现:217。铸造材质方面，当五十、当百为黄铜，当五百、当千为红铜，当五百黄铜质也有发现，当五、当十为红铜黄铜并铸，小平钱为黄铜或铁质。
同治元年（1862年），宝巩局开铸“同治重宝”当十大钱和“同治通宝”小平钱，并铸造发行了大量的铁钱。宝巩局所铸的“同治通宝”钱大小不一，材质低劣。同治三年（1864年），宝巩局因“铜铅告竭”撤局停铸，此后再未重开。

## 所铸钱币
| 面文     | 背文                                        | 图例 | 始铸时间           | 停铸时间             | 备注                                                             |
| -------- | ------------------------------------------- | ---- | ------------------ | -------------------- | ---------------------------------------------------------------- |
| 康熙通宝 | 穿左为满文局名“ᡤᡠᠩ”（Gung），穿右为汉字“鞏”   |      | 康熙六年（1667年） | 康熙七年（1668年）   |                                                                  |
| 雍正通宝 | 满文“ᠪᠣᠣ ᡤᡠᠩ”（Boo Gung）                   |      | 雍正五年（1727年） | 雍正七年（1729年）   | 雍正制钱重量应为1钱4分（合5.4克），现存宝巩局雍正钱多在4.5克左右 |
| 咸丰通宝 | 满文“ᠪᠣᠣ ᡤᡠᠩ”                               |      | 咸丰七年（1857年） | 咸丰十一年（1861年） |                                                                  |
| 咸丰通宝 | 左右合为满文“ᠪᠣᠣ ᡤᡠᠩ”，上下合为汉文“當二”   |      | -                  | -                    | 为试铸钱，《咸丰钱的版式系列》称其仅见于钱谱，未发现实物:217     |
| 咸丰重宝 | 左右合为满文“ᠪᠣᠣ ᡤᡠᠩ”，上下合为汉文“當五”   |      |                    | 咸丰十一年（1861年） |                                                                  |
| 咸丰重宝 | 左右合为满文“ᠪᠣᠣ ᡤᡠᠩ”，上下合为汉文“當十”   |      | 咸丰四年（1854年） | 咸丰七年（1857年）   |                                                                  |
| 咸丰重宝 | 左右合为满文“ᠪᠣᠣ ᡤᡠᠩ”，上下合为汉文“當五十” |      | 咸丰四年（1854年） | 咸丰七年（1857年）   |                                                                  |
| 咸丰元宝 | 左右合为满文“ᠪᠣᠣ ᡤᡠᠩ”，上下合为汉文“當百”   |      | 咸丰四年（1854年） |                      |                                                                  |
| 咸丰元宝 | 左右合为满文“ᠪᠣᠣ ᡤᡠᠩ”，上下合为汉文“當五百” |      | 咸丰四年（1854年） | 咸丰四年（1854年）   |                                                                  |
| 咸丰元宝 | 左右合为满文“ᠪᠣᠣ ᡤᡠᠩ”，上下合为汉文“當千”   |      | 咸丰四年（1854年） | 咸丰四年（1854年）   |                                                                  |
| 同治通宝 | 满文“ᠪᠣᠣ ᡤᡠᠩ”                               |      | 同治元年（1862年） | 同治三年（1864年）   |                                                                  |
| 同治重宝 | 左右合为满文“ᠪᠣᠣ ᡤᡠᠩ”，上下合为汉文“當五”   |      | 同治元年（1862年） | 同治三年（1864年）   | 1998年5月曾在兰州市城关区小沟头附近出土一枚                      |
| 同治重宝 | 左右合为满文“ᠪᠣᠣ ᡤᡠᠩ”，上下合为汉文“當十”   |      | 同治元年（1862年） | 同治三年（1864年）   |                                                                  |